# Гаранжа, Владимир Анатольевич
Влади́мир Анато́льевич Гара́нжа (род. 5 октября 1965, гор. Химки) — российский математик, доктор физико-математических наук (2011), профессор РАН (2016).

## Научная деятельность
В 1988 году окончил факультет управления и прикладной математики (ФУПМ) Московского физико-технического института (МФТИ).
В настоящее время заведует сектором параллельных вычислений отдела прикладных проблем оптимизации Вычислительного центра им. А. А. Дородницына, ФГУ «Федеральный исследовательский центр „Информатика и управление“ РАН».
Профессиональные достижения:
- решил задачу «распутывания сеток», то есть задачу практического численного построения гомеоморфизмов;
- предложил поливыпуклый функционал для построения многомерных квазиизометричеcких отображений;
- разработал пакет для автоматического построения блочно-структурированных расчётных сеток, который успешно используется на практике.

## Награды и премии
- Медаль «За вклад в реализацию государственной политики в области научно-технологического развития» (Минобрнауки России, приказ № 798 к/н от 16.09.2021)[1].

## Научные публикации
Публикации в базе данных Math-Net.Ru:
- Построение сеток Делоне в неявных областях с обострением рёбер. / А. И. Белокрыс-Федотов, В. А. Гаранжа, Л. Н. Кудрявцева. // Ж. вычисл. матем. и матем. физ., 56:11 (2016), 1931—1948
- Построение трёхмерных сеток Делоне по слабоструктурированным и противоречивым данным. / В. А. Гаранжа, Л. Н. Кудрявцева. // Ж. вычисл. матем. и матем. физ., 52:3 (2012), 499—520.
- Поливыпуклые потенциалы, обратимые деформации и термодинамически согласованная запись уравнений нелинейной теории упругости. В. А. Гаранжа. // Ж. вычисл. матем. и матем. физ., 50:9 (2010), 1640—1668.
- Discrete extrinsic curvatures and approximation of surfaces by polar polyhedral. V. A. Garanzha. // Ж. вычисл. матем. и матем. физ., 50:1 (2010), 71-98.
- Параллельная реализация метода Ньютона для решения больших задач линейного программирования. / В. А. Гаранжа, А. И. Голиков, Ю. Г. Евтушенко, M. X. Нгуен. // Ж. вычисл. матем. и матем. физ., 49:8 (2009), 1369—1384.
- О сходимости градиентного метода минимизации функционалов теории упругости с конечными деформациями и барьерных сеточных функционалов. / В. А. Гаранжа, И. Е. Капорин. // Ж. вычисл. матем. и матем. физ., 45:8 (2005), 1450—1465
- Билипшицевы параметризации негладких поверхностей и построение поверхностных расчётных сеток. / В. А. Гаранжа. // Ж. вычисл. матем. и матем. физ., 45:8 (2005), 1383—1398
- Теоремы существования и обратимости для задачи вариационного построения квазиизометричных отображений со свободными границами. / В. А. Гаранжа. // Ж. вычисл. матем. и матем. физ., 45:3 (2005), 484—494
- Пространственные квазиизометричные отображения как решения задачи минимизации поливыпуклого функционала. / В. А. Гаранжа, Н. Л. Замарашкин. // Ж. вычисл. матем. и матем. физ., 43:6 (2003), 854—865
- Управление метрическими свойствами пространственных отображений. / В. А. Гаранжа. // Ж. вычисл. матем. и матем. физ., 43:6 (2003), 818—829
- Барьерный метод построения квазиизометричных сеток. / В. А. Гаранжа. // Ж. вычисл. матем. и матем. физ., 40:11 (2000), 1685—1705
- Регуляризация барьерного вариационного метода построения расчётных сеток. / В. А. Гаранжа, И. Е. Капорин. // Ж. вычисл. матем. и матем. физ., 39:9 (1999), 1489—1503.
- Численные алгоритмы для течений вязкой жидкости, основанные на консервативных компактных схемах высокого порядка аппроксимации. / В. А. Гаранжа, В. Н. Коньшин. //Ж. вычисл. матем. и матем. физ., 39:8 (1999), 1378—1392.